# 八天遺跡
八天遺跡（はってんいせき）は、岩手県北上市更木町にある旧石器時代から縄文時代・平安時代・中世にかけての複合遺跡。その中でも縄文時代後期（約4400年前～3200年前）の集落跡が注目され、1978年（昭和53年）2月22日に国の史跡に指定された。

## 概要
北上盆地の東縁を流れる北上川左岸の舌状台地に形成された遺跡で、水田開発事業に伴い発見された。5次にわたる発掘調査の結果、旧石器時代の遺物包含層のほか、縄文時代中期末から後期中頃まで営まれた総面積約2ヘクタールの大規模な集落跡（竪穴建物・土壙群）が検出された。また、平安時代の集落跡（竪穴建物4棟）や、中世の溝・土塁・井戸跡なども検出された。
台地上には住居跡や土壙が多数存在し、また東と西の両斜面には土器廃棄場とも考えられる大量の土器を出土する地点がある。検出された土壙群は墓と見られ、1976年（昭和51年）の調査で検出された2基の土壙内部からは、顔の部位を表現した仮面の部品と考えられる土製品（鼻5点・口2点・耳1点）が検出された。
また、台地中央部では特殊な大形の建物跡が発見された。最大時の直径は約17メートルとなる正円の建物跡で、10回近い改築によって徐々に規模が縮小され、最小時には径8メートルとなっていった過程が復元された。
これらの成果から、当遺跡は縄文時代研究における重要な遺跡であるとして、1978年（昭和53年）に国の史跡に指定された。また、出土した顔の部位を表す土製品（鼻5点・口2点・耳1点）は、当時代の習俗や葬送儀礼を示す重要な遺物として1992年（平成4年）6月22日に国の重要文化財に指定されている。